# Бороков, Зарамук Хасан-Алиевич
Зарамук Хасан-Алиевич Бороков (4 декабря 1986, СССР) — казахстанский и российский футболист, нападающий.

## Карьера
Воспитанник нальчикского «Спартака». 13 июля 2005 года дебютировал за основу в матче 1/16 финала Кубка России против грозненского «Терека» (0:5). Та встреча так и осталась для Борокова единственной за нальчан. После выхода клуба в Премьер-Лигу форвард выступал за резерв команды в турнире дублёров РФПЛ. В 2008 году футболист провел три игры в Высшей лиге Узбекистана в составе «Бухары». Завершал свою карьеру в российских любительских коллективах.